# Miloš Vratič
Miloš Vratič, slovenski telovadec, * 11. maj 1948, Ljubljana.
Vratič je za Jugoslavijo nastopil na Poletnih olimpijskih igrah 1968 v Ciudad de Méxicu ter na Poletnih olimpijskih igrah 1972 v Münchnu.